# 李繼夔
李繼夔，唐朝末年将领，凤翔节度使李茂贞的义子，驻守文州（治今甘肃省文县西南）。
唐朝灭亡后，李茂贞为唐朝岐王，建立岐政权，与后梁、前蜀对峙。912年（天祐九年、前蜀永平二年、后梁乾化二年）十二月初五戊寅日，前蜀行营都指挥使王宗汾攻打岐文州，夺取文州城，守将李继夔逃走。